# ARISA (観月ありさのアルバム)
『ARISA』（アリサ）は、日本の女性歌手、観月ありさの1stアルバム。発売日は1991年12月4日。規格品番：COCA-7984。

## 解説
小室哲哉、小林武史、辛島美登里、尾崎亜美、奥居香、高見沢俊彦といった有名ミュージシャンが楽曲を提供している。デビュー曲「伝説の少女」は、アルバムヴァージョンにアレンジされて収録されている。

## 収録曲
1. 夢だけのボーイフレンド
  - 作詞：小室みつ子 / 作曲・編曲：小室哲哉
2. 悲しみは進化する
  - 作詞：及川眠子 / 作曲・編曲：小林武史
3. Sepiaの鼓動
  - 作詞・作曲：辛島美登里 / 編曲：村瀬恭久
4. セッティェームサンス〜第七感〜
  - 作詞・作曲：尾関昌也 / 編曲：京田誠一
5. 風の中で
  - 作詞・作曲：尾崎亜美 / 編曲：井上鑑
6. Cherry Cherry ♥ Strawberry
  - 作詞・作曲：小森田実 / 編曲：京田誠一
7. エデンの都市
  - 作詞：田口俊 / 作曲：奥居香 / 編曲：笹路正徳・奥居香
8. 揺れてマイ・ハート
  - 作詞・作曲：辛島美登里 / 編曲：岸村正実
9. 風に乗って
  - 作詞・作曲：高見沢俊彦 / 編曲：杉山卓夫
10. 月
  - 作詞：沢ちひろ / 作曲・編曲：羽田一郎
11. 伝説の少女（Album Version）
  - 作詞・作曲：尾崎亜美 / 編曲：佐藤準
  - シングル版ではフェードアウトだったアウトロがカットアウトに変更されている。